# Hatvany Ferenc
Báró Hatvany Ferenc (Budapest, 1881. október 29. – Lausanne, 1958. február 7.) magyar festőművész és műgyűjtő, Hatvany Lajos író öccse.

## Életpályája

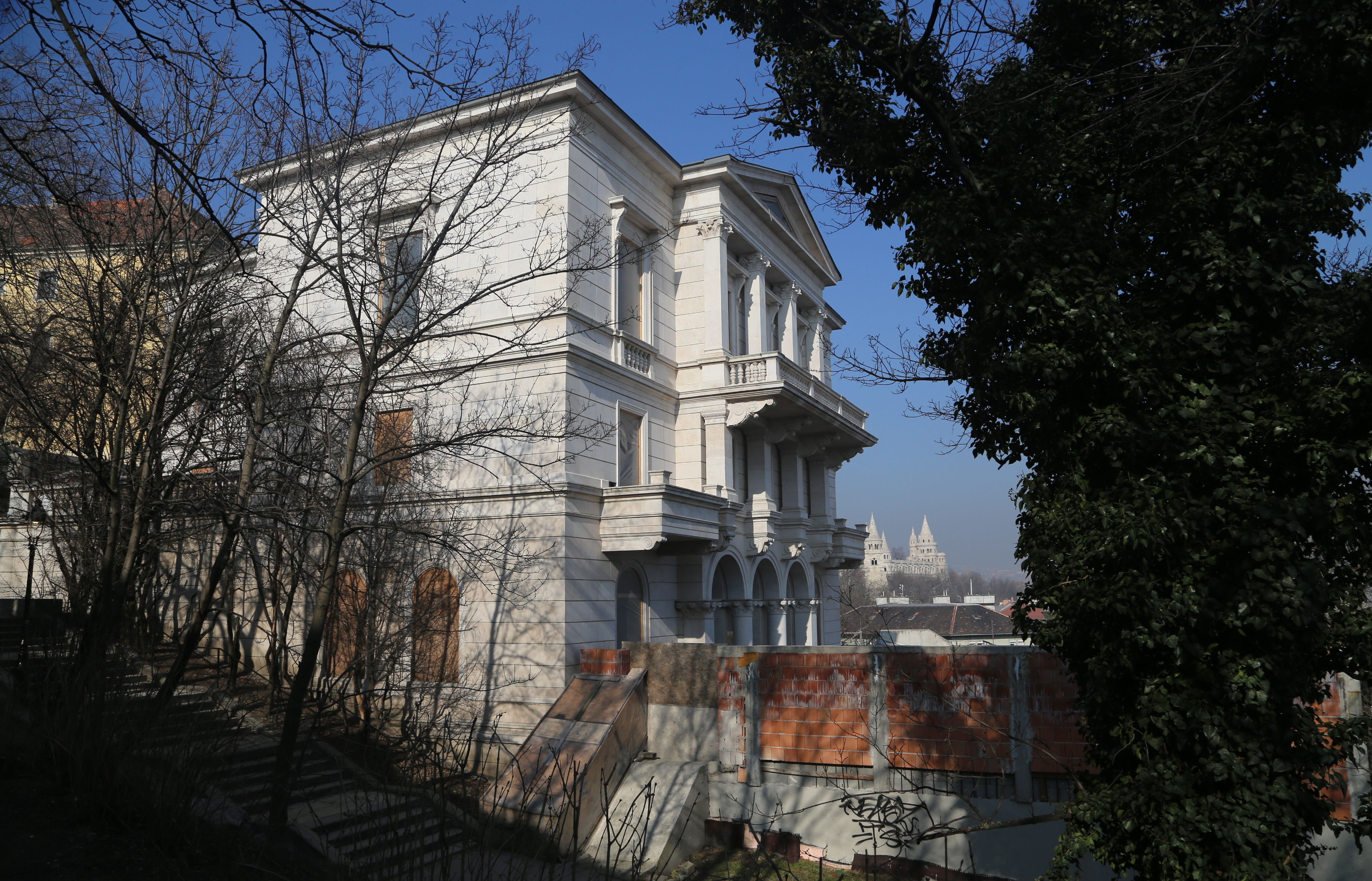
Az Ybl Miklós által tervezett Lónyay–Hatvany-villa Budán, 2015-ben. Itt lakott Hatvany Ferenc 1923 és 1944 között.

Apja, báró hatvani Hatvany-Deutsch Sándor (1852-1913), anyja, Hatvany-Deutsch Emma (1858–1901) bárónő volt. A gimnáziumot 1892-től a budapesti piarista gimnáziumban végezte, az I-V. osztályt nyilvános, majd a VI-VIII. osztályt magántanulóként. 1900-ban érettségizett. Művészeti tanulmányait Budapesten Fényes Adolfnál és Bihari Sándornál, majd Nagybányán, később pedig Párizsban J. P. Laurens-nál folytatta.
1899-től aktképeivel szerepelt kiállításokon, melyek a klasszicista Ingres hatását mutatták. Képein a plaszticitás, a tárgyiasság kapott hangsúlyt. Nyomatékosabb a jellemzés-elevenebb színekkel festett arcképein (Kékkalapos nő). 1935 után, Czóbel Béla hatása érvényesült műveiben, melynek köszönhetően azok formanyelve oldottabb lett, a posztimpresszionizmus is hatott rájuk. Éveket töltött Olaszországban, Németországban és Spanyolországban, külföldön számos gyűjteményes kiállítást rendezett (1912-ben Berlinben és Párizsban), Magyarországon pedig az Ernst Múzeumban (1914, 1918).
Neves műgyűjtő hírében állt. Vagyonának, jövedelmének jelentős részét műgyűjteményének gyarapítására költötte, melyet kiváló ízléssel összeválogatott, elsősorban francia és magyar mesterművek képeztek. A gyűjtemény a második világháború után szétszóródott, jelentős darabjai voltak egyebek között:
- Tintoretto: Férfi képmása (1570-es évek) — hadizsákmányként a Szovjetunióba vitték;
- El Greco: Mózes a Sinai hegyén (1567–1570 körül) — Iraklion, Nemzeti Múzeum;
- Ingres: Kis fürdőző (1826) — Washington, Philips Memorial Gallery;
- Delacroix: Arab tábor (1863) — Szépművészeti Múzeum;
- Corot: Álmodozó Marietta (1869–1870) — hadizsákmányként a Szovjetunióba vitték;
- Courbet: Birkózók (1853) — Szépművészeti Múzeum;
- Manet: A Folies-Bergère bárja (1881–82) — London, Courtauld Institute;
- Cezanne: Buffet (1873–1877 körül) — Szépművészeti Múzeum;
- Picasso: Anya gyermekével (1904) — Szépművészeti Múzeum.

1915-ben elnyerte a magyar állami nagy aranyérmet. 1947-től Párizsban lakott.